# Бачек, Дмитрий Викторович
Дмитрий Викторович Бачек (род. 13 декабря 2000, Караганда) — казахстанский футболист, полузащитник.

## Клубная карьера

### «Шахтёр» Караганда
Футболом начал заниматься в возрасте 6 лет в карагандинской ДЮСШ, где первым тренером футболиста был Юрий Тимофеевич Лисицын. Позже попал в структуру местного «Шахтёра». Также футболист по программе «Оле Бразил» оказался в структуре бразильского клуба «Крузейро». В 2018 году вернулся в казахстанский клуб, где стал выступать за молодёжную команду во Второй лиге, отличившись за сезон 15 забитыми голами.
В начале 2019 года футболист стал тренироваться с основной командой карагандинского клуба, однако оставался игроком скамейки запасных. Дебютировал за клуб 10 апреля 2019 года в матче Кубка Казахстана против «Тараза», выйдя на замену в начале второго тайма. Свой дебютный матч в рамках казахстанской Премьер-лиги сыграл 1 мая 2019 года против клуба «Актобе», выйдя на замену на 89 минуте. Также футболист принимал участие в матчах за «Шахтёр-Булат» и «Шахтёр М». По окончании сезона покинул клуб.

### «Побленсе»
В октябре 2020 года футболист перешёл в испанский клуб «Побленсе». Дебютировал за клуб 22 ноября 2020 года в матче против клуба «Райо Махадаонда», выйдя на замену на 85 минуте. Закрепиться в основной команде испанского клуба у футболиста не вышло, проведя за сезон лишь 6 матчей во всех турнирах, результативными действиями не отличившись.

### «Антекера»
В августе 2021 года футболист стал игроком другого испанского клуба «Антекера». Дебютировал за клуб 4 сентября 2021 года в матче против клуба «Кориа», выйдя на замену на 78 минуте. На протяжении первой половины сезона футболист оставался игроком замены, проведя за клуб 5 матчей в чемпионате, в которых выходил на замену под конец основного времени, результативными действиями не отличившись. В конце 2021 года покинул клуб.

### «Аксу»
В январе 2022 года футболист проходил просмотр в казахстанском клубе «Аксу». Затем футболист официально присоединился к клубу. Дебютировал за клуб 10 апреля 2022 года в матче против клуба «Актобе», выйдя на замену на 88 минуте. За первую половину сезона футболист провёл 9 матчей во всех турнирах, преимущественно появляясь на поле со скамейки запасных, в августе 2022 года покинул клуб. Остаток сезона футболист провёл в казахстанском медийном клубе «SD Family».

### «Арсенал» Дзержинск
В марте 2023 года футболист присоединился к белорусскому клубу «Арсенал». Дебютировал за клуб 2 апреля 2023 года в матче против петриковского «Шахтёра», отличившись своим дебютным забитым голом. По итогу сезона футболист досрочно  стал победителем чемпионата. Всего же за клуб футболист отличился за этот период 4 забитыми голами и результативной передачей.

## Карьера в сборной
17 ноября 2018 года дебютировал за сборную Казахстана до 19 лет в матче против сборной Польши до 19 лет (0:4), выйдя на замену на 46-й минуте вместо Руслана Махана.
22 марта 2019 года дебютировал за молодёжную сборную Казахстана в матче против молодёжной сборной Латвии (1:1).

## Достижения
«Арсенал» Дзержинск
- Победитель Первой лиги: 2023

## Клубная статистика
| Клуб                        | Сезон                       | Лига | Лига | Кубки | Кубки | Еврокубки | Еврокубки | Итого | Итого |
| Клуб                        | Сезон                       | Игры | Голы | Игры  | Голы  | Игры      | Голы      | Игры  | Голы  |
| --------------------------- | --------------------------- | ---- | ---- | ----- | ----- | --------- | --------- | ----- | ----- |
| Шахтёр (Караганда)          | 2019                        | 6    | 0    | 1     | 0     | —         | —         | 7     | 0     |
| Шахтёр (Караганда)          | Итого                       | 6    | 0    | 1     | 0     | —         | —         | 7     | 0     |
| → Шахтёр М                  | 2018                        | 36   | 15   | —     | —     | —         | —         | 36    | 15    |
| → Шахтёр М                  | 2019                        | 1    | 0    | —     | —     | —         | —         | 1     | 0     |
| → Шахтёр М                  | Итого                       | 37   | 15   | —     | —     | —         | —         | 37    | 15    |
| → Шахтёр-Булат              | 2019                        | 6    | 0    | —     | —     | —         | —         | 6     | 0     |
| → Шахтёр-Булат              | Итого                       | 6    | 0    | —     | —     | —         | —         | 6     | 0     |
| Побленсе                    | 2020/21                     | 5    | 0    | 1     | 0     | —         | —         | 6     | 0     |
| Побленсе                    | Итого                       | 5    | 0    | 1     | 0     | —         | —         | 6     | 0     |
| Антекера                    | 2021/22                     | 5    | 0    | —     | —     | —         | —         | 5     | 0     |
| Антекера                    | Итого                       | 5    | 0    | —     | —     | —         | —         | 5     | 0     |
| Аксу                        | 2022                        | 7    | 0    | 2     | 0     | —         | —         | 9     | 0     |
| Аксу                        | Итого                       | 7    | 0    | 2     | 0     | —         | —         | 9     | 0     |
| Арсенал (Дзержинск)         | 2023                        | 26   | 4    | 1     | 0     | —         | —         | 27    | 4     |
| Арсенал (Дзержинск)         | Итого                       | 26   | 4    | 1     | 0     | —         | —         | 27    | 4     |
| Шахтёр (Караганда)          | 2024                        | 7    | 0    | 1     | 1     | —         | —         | 8     | 1     |
| Шахтёр (Караганда)          | Итого                       | 7    | 0    | 1     | 1     | —         | —         | 8     | 1     |
| Всего за «Шахтёр» Караганда | Всего за «Шахтёр» Караганда | 13   | 0    | 2     | 1     | —         | —         | 15    | 1     |
| → Шахтёр М                  | 2024                        | 4    | 0    | —     | —     | —         | —         | 4     | 0     |
| → Шахтёр М                  | Итого                       | 4    | 0    | —     | —     | —         | —         | 4     | 0     |
| Всего за «Шахтёр М»         | Всего за «Шахтёр М»         | 41   | 15   | —     | —     | —         | —         | 41    | 15    |
| Всего за карьеру            | Всего за карьеру            | 103  | 19   | 6     | 1     | —         | —         | 109   | 20    |